# NGC 5774
NGC 5774 је спирална галаксија у сазвежђу Девица која се налази на NGC листи објеката дубоког неба.
Деклинација објекта је + 3° 34' 58" а ректасцензија 14h 53m 42,4s. Привидна величина (магнитуда) објекта NGC 5774 износи 12,3 а фотографска магнитуда 13,0. Налази се на удаљености од 26,8000 милиона парсека од Сунца. NGC 5774 је још познат и под ознакама UGC 9576, MCG 1-38-13, CGCG 48-57, KCPG 440A, IRAS 14511+0347, PGC 53231.